# 斯泰茨伯勒 (佐治亚州)
斯泰茨伯勒是美国佐治亚州布洛克县的县治，也是该县的最大城市。根据2010年美国人口普查，斯泰茨伯勒人口数量为28,422人。斯泰茨伯勒是斯泰茨伯勒小都市统计区的首要城市。斯泰茨伯勒是个典型的大学城，佐治亚南方大学即位于此市。
斯泰茨伯勒建于1803年，早先是一个为周边种植园提供基本物资的小型贸易社区。1906年，斯泰茨伯勒的领导者联合起来申请并获得了第一个地区农业机械学校，这个学校最终成长为佐治亚南方大学。斯泰茨伯勒是蓝调歌曲《斯泰茨伯勒蓝调》的灵感来源，由瞽者威利·麦克泰尔于1920年代写就，其中一个广为人知的版本是由欧曼兄弟乐团演奏的。

## 历史
1801年，由于布洛克县的农业社区逐步扩大，奥古斯塔的乔治·席博德捐赠了9,301英亩（37.64平方公里）土地以建造一个位于中央的县治。该地区随着奴隶们耕作的大型棉花种植园的发展而扩展。1803年12月，佐治亚州议会建立了斯泰茨伯勒镇（Statesborough）。1866年州议会授予永久自治权，并将斯泰茨伯勒的英文拼写改为现在的形式（Statesboro）。
美国内战时期，在威廉·特·舍曼将军向大海进军时，一位联邦军官向一位沙龙业主询问斯泰茨伯勒的方向，该业主答曰“你就站在了镇子正中央”。士兵们仅仅毁掉了法院，法院为一个粗糙的木头建筑，并且在不开庭的时候被用作仓库。内战结束后，斯泰茨伯勒开始发展，成为佐治亚东南部一个主要城镇。
在19世纪末20世纪初，斯泰茨伯勒的四条主要街道（全部称为Main Street）上出现了很多新的商店和银行。1908年，斯泰茨伯勒的长绒海岛棉（低地地区的特产）销量领先世界。萨凡纳每销售出一大捆棉花，斯泰茨伯勒就销售出两大捆。1930年，棉子象鼻虫大批毁坏了棉花作物，使得农民转而种植烟草。到1953年，有超过两千万磅的烟草流通过斯泰茨伯勒的仓库，这是当时在佐治亚和佛罗里达“亮烟地带”最大的市场。
1906年在斯泰茨伯勒成立的第一区农业机械学校于1924年改为佐治亚师范学校，又于1929年改为南佐治亚师范学院，1939年成为佐治亚师范学院，1959年成为佐治亚南方学院。冷战期间，第12雷达弹着点标定中队的斯泰茨伯勒轰炸区域图是用于雷达弹着点标定的战略空军雷达站。

## 经济
斯泰茨伯勒的经济包括教育、制造和农商等行业。斯泰茨伯勒为一地区经济中心，年零售额达十亿美元以上。佐治亚南方大学是该市最大的雇主，直接或间接的提供了6,700多个工作。
该市农业创造的年农场收入达到一亿美元。
斯泰茨伯勒是多种设备制造业的基地。大丹拖车公司（Great Dane trailers）最近在门户工业园（Gateway Industrial Park）建造了一个新的厂房。北美最大的私营屋顶材料制造商通用苯胺胶片公司（GAF）最近也搬到斯泰茨伯勒。

## 地理
斯泰茨伯勒位于北纬32度26分43秒，西经81度46分45秒（32.445147, -81.779234）。根据美国人口调查局，该市总面积13.9平方英里（35.9平方公里），其中13.5平方英里（35.0平方公里）为土地，0.35平方英里（0.9平方公里）为水域，水域约占2.60%。该市位于大西洋沿海平原地区（或称为佐治亚低地地区），因而地势平坦，只有少量丘陵。斯泰茨伯勒海拔为250英尺（76米），市中心是布洛克县最高的区域之一。常见树木为松树、橡树、木兰、山茱萸、棕榈和枫香等等。

## 气候
根据柯本气候分类法，斯泰茨伯勒为副热带湿润气候。该市夏季天气热并且潮湿，七月份平均最高气温为91华氏度，平均最低气温为70华氏度。由于湿热产生的午后雷暴雨比较常见。冬季气候温和，一月份平均最高温度为58度，平均最低温度为36度。暴风雪很罕见，但偶有发生。最近一次为2011年1月份发生的冰暴。2010年2月12日傍晚，该市降雪约2英寸。

## 人口统计
根据2010年美国人口统计，斯泰茨伯勒共有28,422人，10,207户，3,847个家庭，人口密度为每平方英里2,044.7人（每平方公里791.7人）。全市共11,602个住宅单元，平均每平方英里834.7个（每平方公里323.2个）。人口种族构成为54.5%白人，40.1%黑人，0.2%美洲原住民，2.0%亚裔，0.2%夏威夷原住民及其他太平洋岛民，1.4%其他种族，以及1.8%混血。西语裔和拉丁裔占总人口的2.2%。
在所有10,207户中，20.7%有18岁以下未成年人，18.9%为已婚夫妇家庭，3.8%为无妻子男户主，15.0%为无丈夫女户主，62.3%非家庭。独居住户占31.0%，6.5%为65岁及以上的独居老人。平均住户规模为每户2.36人，平均家庭规模为每家2.97人。
全市人口中，16岁以下比例为12.1%，16岁到18岁之间为1.6%，18岁到21岁之间为27.4%，21岁到62岁之间为50.7%，62岁到65之间为1.5%，65岁以上为6.7%。年龄中位数为22岁。男女比例为97.1:100，18岁以上男女比例为96.9:100。
户年收入中位数为20,751美元，家庭年收入中位数为31,854美元。男性年收入中位数为30,500美元，女性年收入中位数为27,258美元。全市人均年收入为11,915美元。有27.7%家庭和52.1%人口的收入在贫困线以下，包括45.6%的18岁以下人口和18.4%的65岁以上人口。

## 教育

### 布洛克县学区
布洛克县教育董事会负责运作斯泰茨伯勒的公立学区。斯泰茨伯勒最大的学校是斯泰茨伯勒高中。其它的公立学校包括东南布洛克高中，威廉·詹姆士中学，兰斯·顿恰普中学，茱莉亚·P·布莱恩特小学，萨利·泽特罗尔小学，玛蒂·莱夫利小学，兰斯顿·恰普小学和磨坊溪小学。私立学校包括布洛克学院，三一基督学校和圣经浸礼基督学校。艺技特校公立学区的艺术与技术特许学校也位于斯泰茨伯勒的市区。

### 高等教育
佐治亚南方大学是斯泰茨伯勒的主要高等教育机构。该校属于佐治亚大学系统，最初为在1906年建立的赠地学院第一区农业机械学校。1990年7月1日，该校成为第五个佐治亚大学系统中的大学，为拥有将近20,000名学生的综合住宿大学。学校在主校区，卫星教育中心，以及网络上均提供研究生教育。在过去的十年中，学校结合资本建设项目绿化了约700英亩（2.8平方公里）的校园。
佐治亚南方大学拥有一个文化和自然历史博物馆，一个植物园，和一个野生动物教育中心。学校的一级体育队佐治亚南方雄鹰参与南方联赛。
斯泰茨伯勒有两个社区学院，东佐治亚州立学院和奥治奇技术学院。东佐治亚州立学院是一个主校区在天鹅堡的佐治亚大学系统中的学院，在斯泰茨伯利开设一个卫星校园，主要针对周边学生，以及没有达到佐治亚南方大学新生入学标准的学生。奥治奇技术学院是佐治亚技术学院系统的一分子，提供周边学生的技术和成人教育。两所学校都位于南301号美国国道，在斯泰茨伯勒市区之外，距佐治亚南方大学校园约3英里（5公里）。

## 文化
斯泰茨伯勒的文化是南方传统和大学城身份的综合。
该市发展出了一种独特的文化，这种文化在很多大学城比较常见，与大学学生创造的艺术，音乐和学术环境共存。斯泰茨伯勒有很多餐馆、酒吧、现场音乐会、书店和咖啡馆，迎合大学城的氛围。
斯泰茨伯勒的市中心被《佐治亚潮流》杂志命名为八个“复兴城市”之一。市中心区域现在正在重新振兴。斯泰茨伯勒老银行和佐治亚剧院被翻修改建成大卫·哈尔·埃夫利特艺术中心。该中心拥有艾玛·凯利剧院，以当地歌手艾玛·凯利命名，她被称为“6,000首歌女士”。中心还有艺术工作室，会议室和展览区域。斯泰茨伯勒市中心在多部电影中出现，如《现在与过去》（1995）和《1969》（1988）。
佐治亚南方大学不仅给学校，同时也给当地社区创造了多种多样的文化氛围，如佐治亚南方交响乐团，佐治亚南方天文馆，佐治亚南方博物馆，以及布兰德村舍植物园。表演艺术中心时常有巡回演出团体演出，也有佐治亚南方大学的学生和教师的演出。
磨坊溪休闲公园是一个大型户外休闲场所，有运动场和水上中心，即伯勒泼水园。

## 媒体
斯泰茨伯勒有各种传统媒体、广播、电视以及网络媒体。当地的报纸是《斯泰茨伯勒先驱日报》，每天发行量大约在8,000份。其他报纸有由佐治亚南方大学学生编辑的《乔治安妮日报》，娱乐周刊《连接斯泰茨伯勒》，以及双周刊娱乐刊物《第十11一小时》。广播电台包括WHKN、WMCD、WPMX、WPTB、WWNS和WVGS。斯泰茨伯勒市政府，佐治亚南方大学以及北方电讯联合提供该市社区一个当地政府创立的有线电视台96频道。《斯泰茨伯勒商业杂志》提供斯泰茨伯勒以及周边地区的商业新闻、文摘、特色、工作、实业列表以及其他地区商业信息和评论。
StatesboroHerald.com获得了很多州内及全国的报业奖项，以表彰其在线创新。
有线电视96频道（伯勒电台）于2007年9月开设，提供一系列当地有趣的节目，包括当地体育节目《进一步了解》，报道体育新闻、高光以及内特·赫希和乔希·奥布里的谈话节目。

## 交通
16号州际公路在斯泰茨伯勒南方10英里处（16公里）。斯泰茨伯勒也有三条美国国道穿过：301号美国国道南北向穿过城市，25号美国国道西北-南向穿过城市，80号美国国道东西向穿过城市。老兵纪念高速路（301号美国国道和25号美国国道的支路）是一个环城干道。
斯泰茨伯勒3英里（5公里）外有斯泰茨伯勒-布洛克县机场，可允许私人飞机起降，但是没有控制塔或商业航班。大多数出行的人使用萨凡纳/希尔顿·黑德国际机场，该机场位于城东45英里（72公里），有9个商业航班。斯泰茨伯勒离哈茨菲尔德-杰克逊亚特兰大国际机场约3小时。佐治亚南方铁路提供铁路货运服务。

## 著名人物
- 杰森·奇尔德斯（1975- ），美国职业棒球大联盟替补投手
- 戴尔·爱格林（1954- ）， 三次赢得美国职业女子高尔夫协会巡回赛
- 萨顿·福斯特（1975- ），百老汇明星
- 乔伊·汉密尔顿（1970- ），前美国职业棒球大联盟球员，已退役
- 玛莎·海斯利普，全美女子职业棒球联盟球员
- 丹尼·迈克布莱德（1976- ），演员，出演过《菠萝快车》和《体育老师笑传》等
- 瞽者威利·麦克泰尔（1901-1959），蓝调音乐家，谱曲《斯泰茨伯勒蓝调》
- 阿德里安·彼得森（1979- ），前美国国家橄榄球联盟跑锋，2001年毕业于佐治亚南方大学，帮助学校赢得1999年和2000年的全国冠军
- 马蒂·坡卫（1961- ），美国3A等级职业棒球小联盟球队艾奥瓦小熊队（母队为芝加哥小熊）的现任经理
- 美国海军司令威廉·M·雷格登（1904-1991），1942年至1953年为白宫助理海军助手，服役期贯穿哈里·S·杜鲁门的总统任期
- 埃尔克·罗素（1926-2006），大学足球教练
- 迪安杰罗·泰森（1989- ），巴尔的摩乌鸦队防守端卫
- 拉夏德·怀特（1982- ），控球后卫

## 景点
- 佐治亚南方大学植物园
- 佐治亚南方大学
- 克莱门茨棒球场
- 磨坊溪休闲公园
- 保尔森美式足球场
- 佐治亚南方大学表演艺术中心
- 伯勒水上乐园
- 佐治亚南方大学艺术表演中心

## 外部連結
维基共享资源上的相關多媒體資源：斯泰茨伯勒